# Anadenanthera
Anadenanthera je rod rostlin z čeledi bobovité. Jsou to stromy s bohatě jemně členěnými listy a s charakteristickými dlouhými lusky. Vyskytují se ve dvou druzích v tropické Americe. Oba druhy obsahují tryptaminy a jsou tradičně využívány jako halucinogen.

## Popis
Zástupci rodu Anadenanthera jsou stromy s deštníkovitou korunou, dorůstající výšky až 37 metrů. Na kmeni mohou být ve spodní části kuželovité výrůstky připomínající trny. Listy jsou dvakrát zpeřené, složené z velkého množství drobných lístků, s opadavými štětinovitými palisty a nektáriovou žlázkou na řapíku. Květenství jsou kulovité hlávky uspořádané ve svazcích nebo zdánlivých hroznech. Květy jsou drobné, bělavé nebo krémové, pětičetné. Kalich je zvonkovitý, s 5 zuby. Korunní lístky jsou téměř volné až do necelé poloviny srostlé. Tyčinek je 10, s volnými nitkami, a jsou 2x až 3x delší než koruna. Semeník je lysý, téměř přisedlý. Lusky jsou čárkovité, ploché, 10 až 30 cm dlouhé, mezi semeny slabě zaškrcované, s kožovitými chlopněmi a pukající pouze jedním švem. Uvnitř jsou bez přehrádek a bez dužniny a obsahují asi 8 až 16 plochých, diskovitých, lesklých semen s ostrým okrajem.

## Rozšíření
Rod Anadenanthera zahrnuje pouze 2 druhy. Anadenanthera peregrina je rozšířena v tropické Jižní Americe od Kolumbie a Francouzské Guyany po Brazílii a Paraguay a také na některých ostrovech v Karibiku. Do některých oblastí byla pravděpodobně přenesena člověkem, avšak byly v minulosti hojnější. Anadenanthera colubrina se vyskytuje v Jižní Americe na jih od Amazonky od Brazílie po Peru a severní Argentinu.
Zástupci rodu Anadenanthera rostou zejména v poříčních lesích, na savanách a na skalnatých svazích až do nadmořské výšky 2000 metrů. V některých typech suchých lesů dominují.

## Obsahové látky
Účinnými látkami v rostlinách rodu Anadenanthera jsou tryptaminové sloučeniny a D-karboliny.
- 5-Methoxy-N,N-dimethyltryptamin
- Serotonin
- N-Methyl-serotonin
- 5-Methoxy-N-methyltryptamin
- Bufotenin
- Bufotenin N-oxid
- N,N-Dimethyltryptamin
- N,N-Dimethyltryptamin-N-oxid
- N-Methyltryptamin
- 2-Methyl-6-methoxy-1,2,3-tetrahydro-9H-pyrido[3,4-b]indol
- 2-Methyl-1,2,3,4-tetrahydro-9H-pyrido[3,4-b]indol
- 1,2-Dimethyl-6-methoxy-1,2,3,4-tetrahydro-9H-pyrido[3,4-b]indol

## Význam
entheogen
Pražená rozdrcená semena Anadenanthera peregrina jsou po smísení s alkalickým rostlinným popelem zdrojem silně halucinogenního šňupacího prášku zvaného yopo a tradičně využívaného zejména v povodí Orinoka. Kouří se také listy. Obdobným způsobem je zejména v severní Argentině a Peru využíván i příbuzný druh Anadenanthera colubrina, známý jako vilca nebo také sebil. Byl používán již starými Inky.
stavebnictví
Dřevo obou druhů je tvrdé a těžké a je používáno na stavbu domů a hrubé stavby, které odolává termitům.
potravina

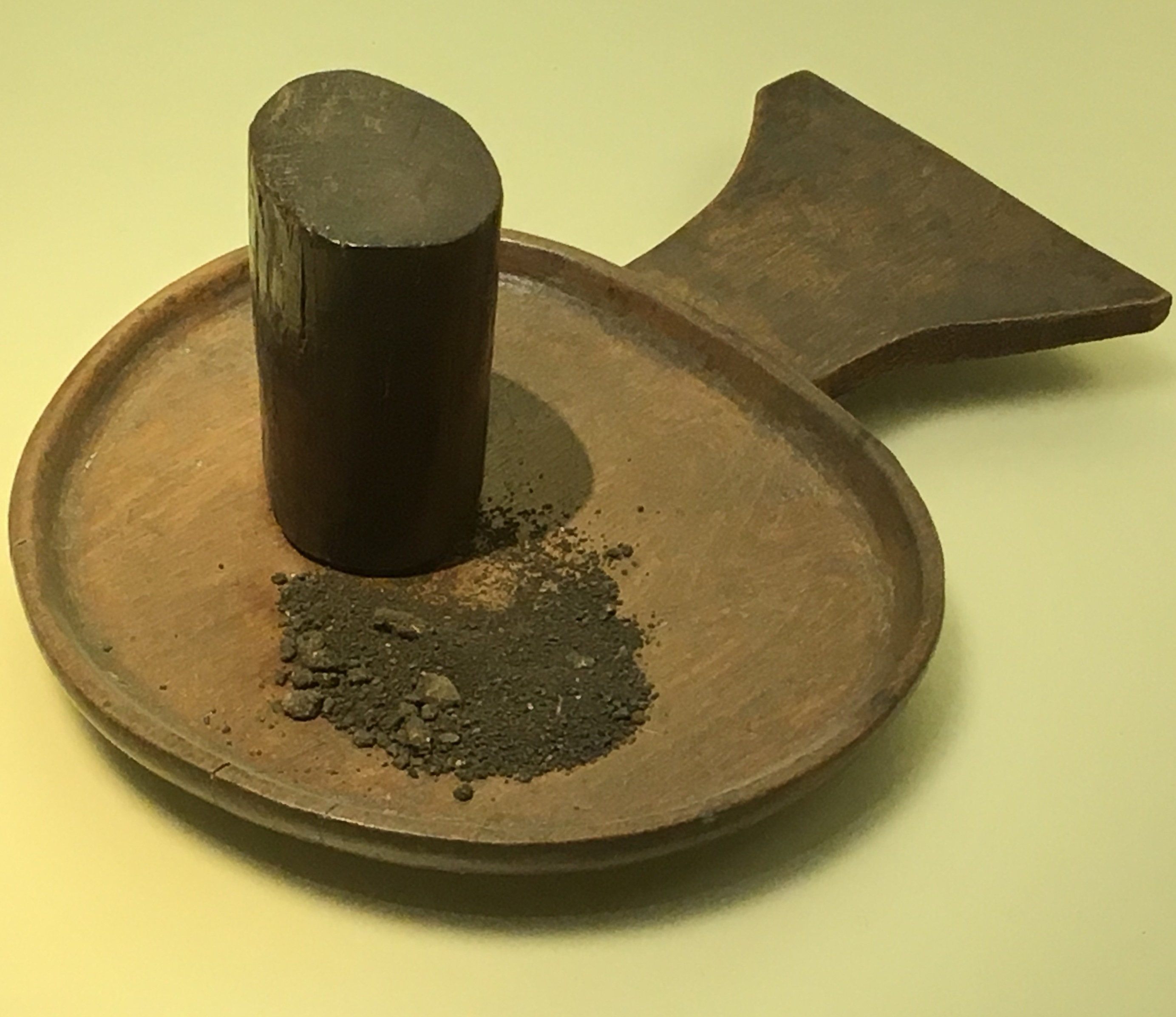
Prášek yopo připravený pro rituální užití.

Kůra se využívá jako přísada do slazeného nápoje.

#### lékařství
Kůra se využívá jako expectorans při léčbě zánětu horních cest dýchacích.

#### průmysl
Anadenanthera colubrina poskytuje klovatinu podobnou arabské gumě.